# 郗恢
郗恢（？—398年），字道胤，高平郡金鄉縣人，東晉將領。祖父是東晉太尉郗鑒，父親是北中郎將郗曇。郗恢曾長期以雍州刺史身份駐守襄陽，並多次派兵保護洛陽。後卻因東晉內亂而被逼離開，回京途中遇害。

## 生平

### 出鎮襄陽
升平五年（361年），父親郗曇去世，郗恢承襲東安縣開國伯的爵位。後擔任散騎侍郎，多次升遷後仕至給事黃門侍郎，領太子右衛率。當時晉孝武帝好典籍，郗恢與王珣等人都以才學和文章而得孝武帝親近；而當時王珣等人與會稽王司馬道子的親信王國寶不和。孝武帝器重郗恢，更對他寄予厚望，想派他出鎮外藩，望可以外藩的軍事力量平抑日後王珣及王國寶之間的矛盾。太元十七年（392年），雍州刺史朱序朱老求退，並自行離職。孝武帝於是借機擢升郗恢為建威將軍、雍州刺史、假節鎮襄陽。

### 抵禦諸胡
郗恢在當地與關隴地區的人相處和諧，每有人歸附都有上千人。然而不久就發生東羌校尉竇衝叛晉侵襲梁州，關中巴蜀人歸附前秦之事，前秦更以竇衝為左丞相。當時郗恢就派兵守金鏞城，以阻從華陰來侵的竇衝。隨後配合河南郡太守楊佺期成功擊退竇衝。太元十九年（394年），西燕帝慕容永於長子被後燕皇帝慕容垂領兵圍困，於是派兒子慕容弘向郗恢求救，並獻上一枚玉璽。郗恢將玉璽上呈朝廷，並建議救援慕容永，令兩國相爭，無暇南侵；且可待適當時機一併將兩國消滅，一舉收復河北之地。孝武帝同意，於是派兵救援，然而未到長子就已陷落。
隆安元年（397年），後秦皇帝姚興攻略湖城和上洛，並派姚崇攻洛陽。當時洛陽守將夏侯宗之固守金墉城，郗恢派辛恭靖救援洛陽，又命梁州刺史王正胤出子午谷作聲援。後秦軍因不能攻破洛陽，又因東晉援軍將來，故此退兵。戰後郗恢升征虜將軍，加領秦州刺史。

### 楊口遇害
隆安二年（398年），兗州刺史王恭以討伐司馬尚之兄弟及王愉為名起兵，豫州刺史庾楷、廣州刺史桓玄、荊州刺史殷仲堪及南郡相楊佺期皆舉兵響應。當時郗恢與朝廷軍隊互為掎角抵抗眾人，然而襄陽太守夏侯宗之及司馬郭毗都反對，但郗恢皆殺害他們。不久，王恭因劉牢之叛變而敗死，已逼近首都建康的桓玄等人面對劉牢之率軍赴京就退守蔡州。當時司馬道子打算以職位籠絡桓玄及楊佺期，以他們抵抗正在東下的殷仲堪，於是以楊佺期取代郗恢，召郗恢入京為尚書。當時郗恢知道楊佺期接替自己，就與南陽郡太守閭丘羨圖謀出兵抵抗楊佺期。楊佺期見狀，詐稱其實是桓玄要來，自己作為前鋒，務求以桓氏長期控制當地的名望令郗恢部眾失去戰意。最終郗恢部眾相信，果然望風潰敗，郗恢唯有請降，並舉家返回建康。然而郗恢到楊口時，卻遭殷仲堪暗中所派的人殺害，同行四子皆被殺，殷仲堪則推託是蠻夷殺害郗恢。事後朝廷追贈鎮軍將軍。

## 性格特徵
- 《晉書》載郗恢身長八尺，美鬚髯。

## 家庭

### 夫人
- 謝道粲，謝奕第三女

### 子女
- 郗循，嗣爵